# Букино (Нижегородская область)
Букино — деревня в Богородском районе Нижегородской области. Входит в состав Каменского сельсовета.

## География
Находится в 20 км от Богородска и в 30 км от Нижнего Новгорода

## История
В «Списке населенных мест» Нижегородской губернии по данным за 1859 год значится как владельческая деревня при речке Вязовке в 30 верстах от Нижнего Новгорода. В деревне насчитывалось 79 дворов и проживал 679 человек (314 мужчин и 365 женщин).

## Население
| 1999 | 2002 | 2010 |
| ---- | ---- | ---- |
| 168  | ↗181 | ↘160 |

Национальный состав
Согласно результатам переписи 2002 года, в национальной структуре населения русские составляли 95 % из 181 человека..